# Alan Ehrlick
 (juin 2021).
Alan Howard Lincoln Ehrlick (né le 4 avril 1946 à Toronto) est un cavalier canadien de concours complet.

## Carrière
Alan Ehrlick découvre l'équitation à 12 ans au Eglinton Pony Club, où il rencontre John de Kenyeres qui est son entraîneur jusqu'à ses 21 ans. Il découvre et achète en 1967 The Nomad, un cheval anglo-arabe. Il participe aux Jeux olympiques d'été de 1968 à Mexico, où il finit 35e de l'épreuve individuelle et 8e de l'épreuve par équipe. Après une carrière internationale de 12 ans, il crée son haras et se concentre dans les épreuves nationales.
Il est président de la fédération de l'Ontario d'équitation.